# Zona archeologica di Salentino
La zona archeologica di Salentino è un sito archeologico situato in contrada Salentino nel comune di Acquaviva delle Fonti, nella città metropolitana di Bari.

## Territorio
L'abitato si trova nei pressi dell'antica chiesa di Santa Maria della Palma, in abbandono già dal XVIII secolo e della masseria circostante a 3 km da Acquaviva. Già abitata nell'età del bronzo, divenne Salentium con i Peuceti. Nel Medioevo contribuì alla nascita dell'odierna Acquaviva con l'unione dei villaggi di Sanctus Erasmus e Malanum.

## Archeologia
Di particolare interesse il rinvenimento di una tomba-ossario databile al VI-VII secolo d.C. da cui proviene una brocca a decorazione dipinta, riferibile a quel contesto alto medievale su cui probabilmente si è attestata successivamente la Chiesa di Santa Maria. L'edificio così come si presenta oggi sembra ricalcare l'impianto planimetrico del transetto di una basilica più antica. La tipologia architettonica romanico-gotica e la serie di affreschi sulle pareti (oggi del tutto scomparsi) portano a datare gli ultimi interventi al XV-XVI secolo.